# Libby Kosmala
Elizabeth Dudley Kosmala (nacida Richards; Adelaida, 8 de julio de 1942) es una tiradora australiana con paraplejia. Ha representado a su país en doce Juegos Paralímpicos de 1972 a 2016, y ha ganado trece medallas, nueve de ellas de oro.

## Biografía

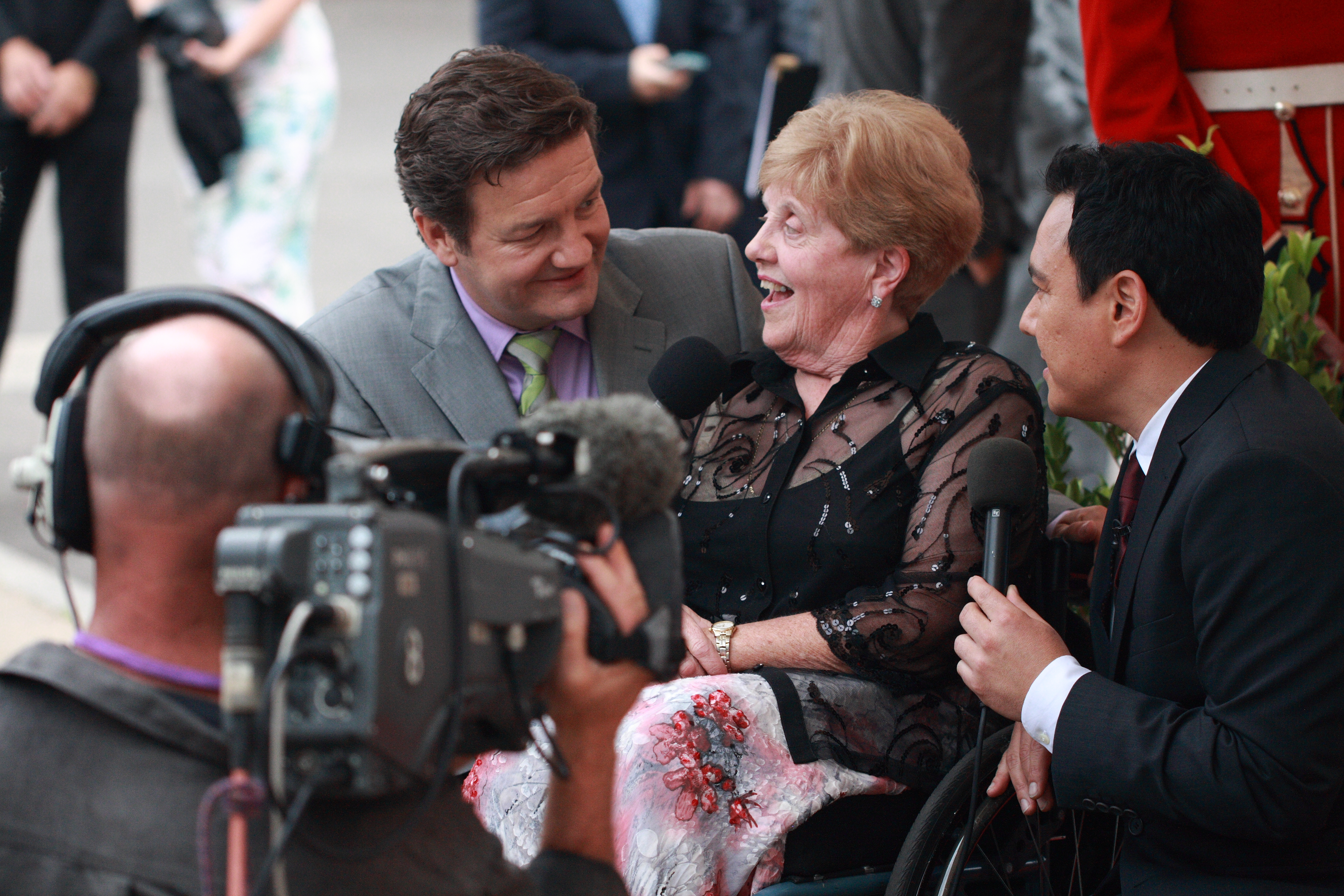
Kosmala entrevistada por la Australian Broadcasting Corporation fuera de la ceremonia del Australiano Paralímpico del Año 2012

Kosmala nació el 8 de julio de 1942 en Adelaida. Su padre era abogado. Nació con pie equinovaro, posteriormente corregido. Inicialmente fue clasificada con espina bífida, pero a los 50 años descubrió que su paraplejía se debía a complicaciones relacionadas con el parto; llegó al mundo en una operación larga realizada por un cardiólogo usando pinzas.Está paralizada desde la cintura hacia abajo, y su columna vertebral es de grosor normal hasta la mitad de la espalda, se adelgaza hasta el tamaño de un lápiz y luego vuelve a salir normalmente.  Aprendió a pararse a la edad de siete años, y sus padres la hicieron caminar de 20 a 30 minutos al día desde entonces hasta que tenía diecisiete años. Aprendió a caminar con pinzas de cuerpo entero, botas quirúrgicas y dos bastones. Asistió a la Escuela del Convento de Loreto, donde no le permitieron realizar actividades físicas.  
Se formó para ser secretaria en la unidad de rehabilitación del Royal Adelaide Hospital, y su primer trabajo como tal llo oobtuvo en el Jardín botánico de Adelaida a la edad de 20 años. Estuvo allí durante once años, luego fue transferida a la unidad de investigación de corazón y pulmón del Hospital Royal Adelaide. Luego de dar a luz a sus hijos trabajó a tiempo parcial. También trabajó como oficial de relaciones públicas para la asociación de espina bífida durante doce años antes de retirarse. Conoció a su esposo, Stan Kosmala, en la década de 1970 a través del deporte en silla de ruedas. Ganó una medalla de oro en los Juegos Paralímpicos de 1988. Tienen dos hijos y dos nietos.

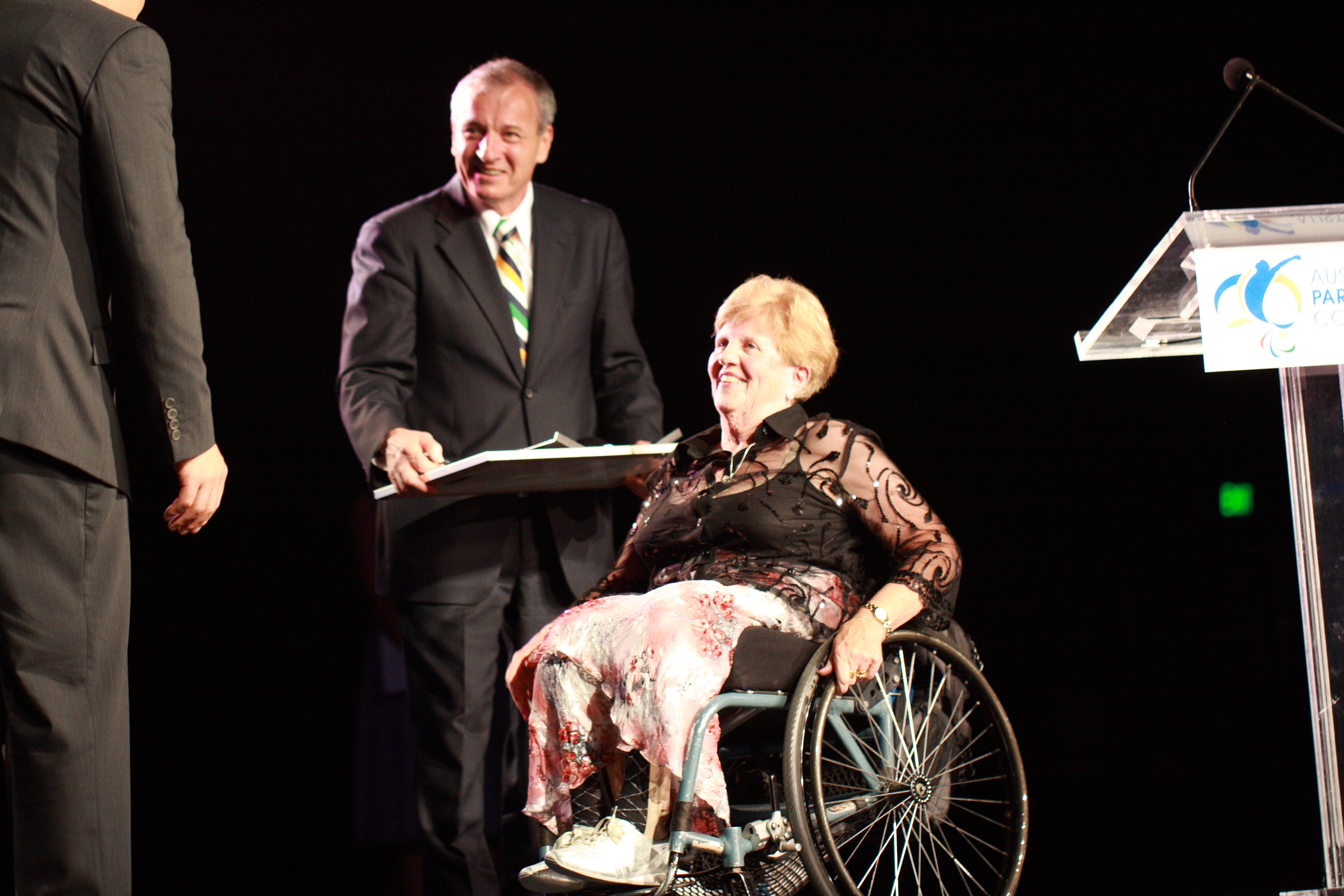
En la ceremonia del Paralímpico Australiano del Año 2012 recibiendo la medalla del presidente a la excelencia en deportes

En 2013, se convirtió en patrocinadora inaugural de Technical Aid to Disabled South Australia (TADSA), una organización benéfica con el objetivo de ayudar a las personas con discapacidad a superar los problemas mediante el diseño y construcción o modificación de dispositivos donde no hay otra solución disponible. Su primer contacto con TADSA fue como cliente a fines de la década de 1970. En el tiro con rifle, los competidores generalmente se acuestan para disparar. Como estaba en una silla de ruedas, esto no era posible, por lo que necesitaba algo para descansar y también tener un lugar para sus municiones. TADSA construyó una mesa para ella buscando aliviar este problema. Tenía que llevarlo con ella para las competiciones internacionales, por lo que debía ser una mesa plegable ligera. Dijo que:"Probablemente sea justo decir que esta mesa (que ha estado en 10 Juegos Paralímpicos) me ha ayudado a ganar mis medallas de oro".

## Carrera competitiva

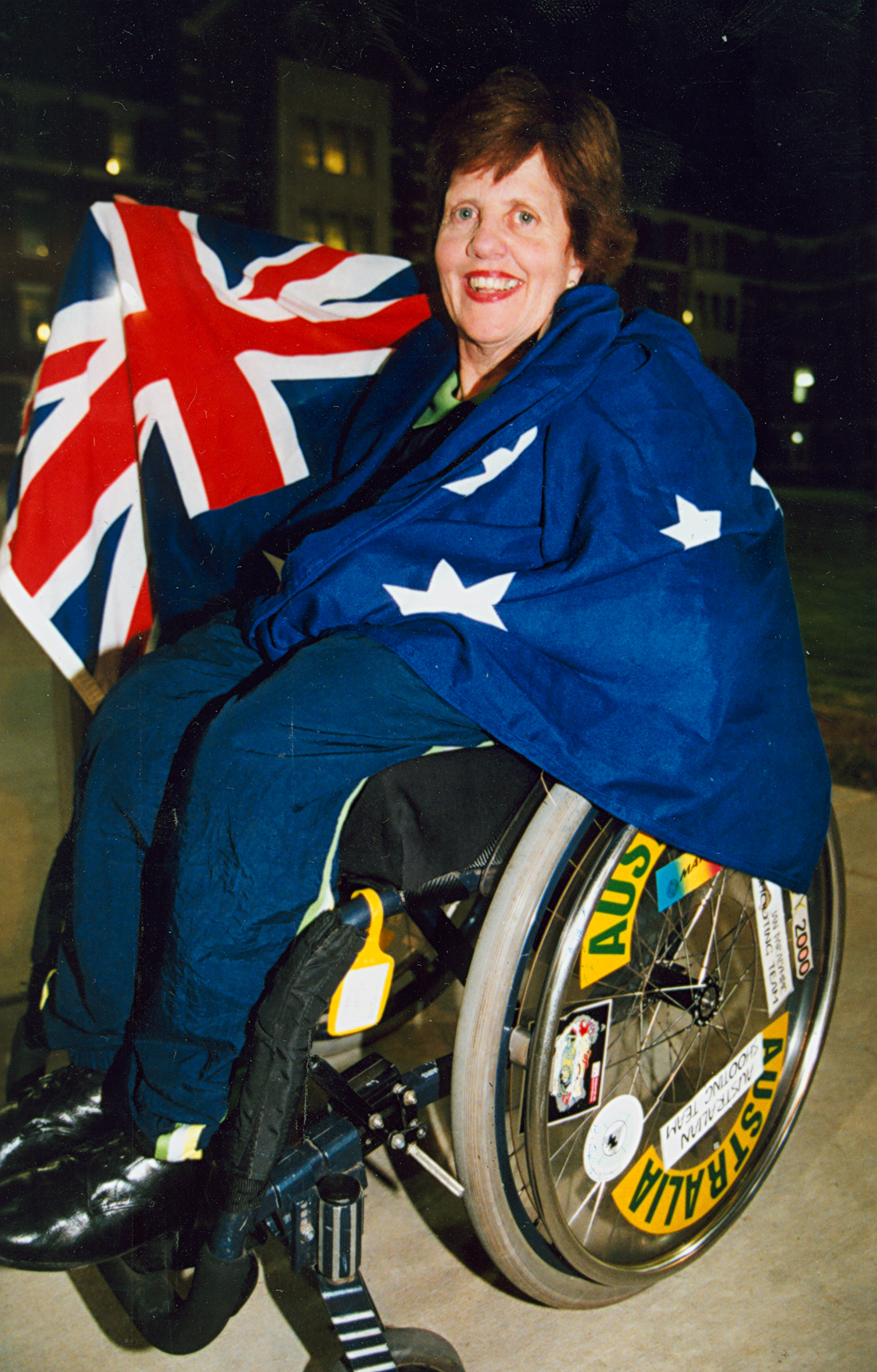
Kosmala en los Juegos Paralímpicos de Verano de 1996 en Atlanta

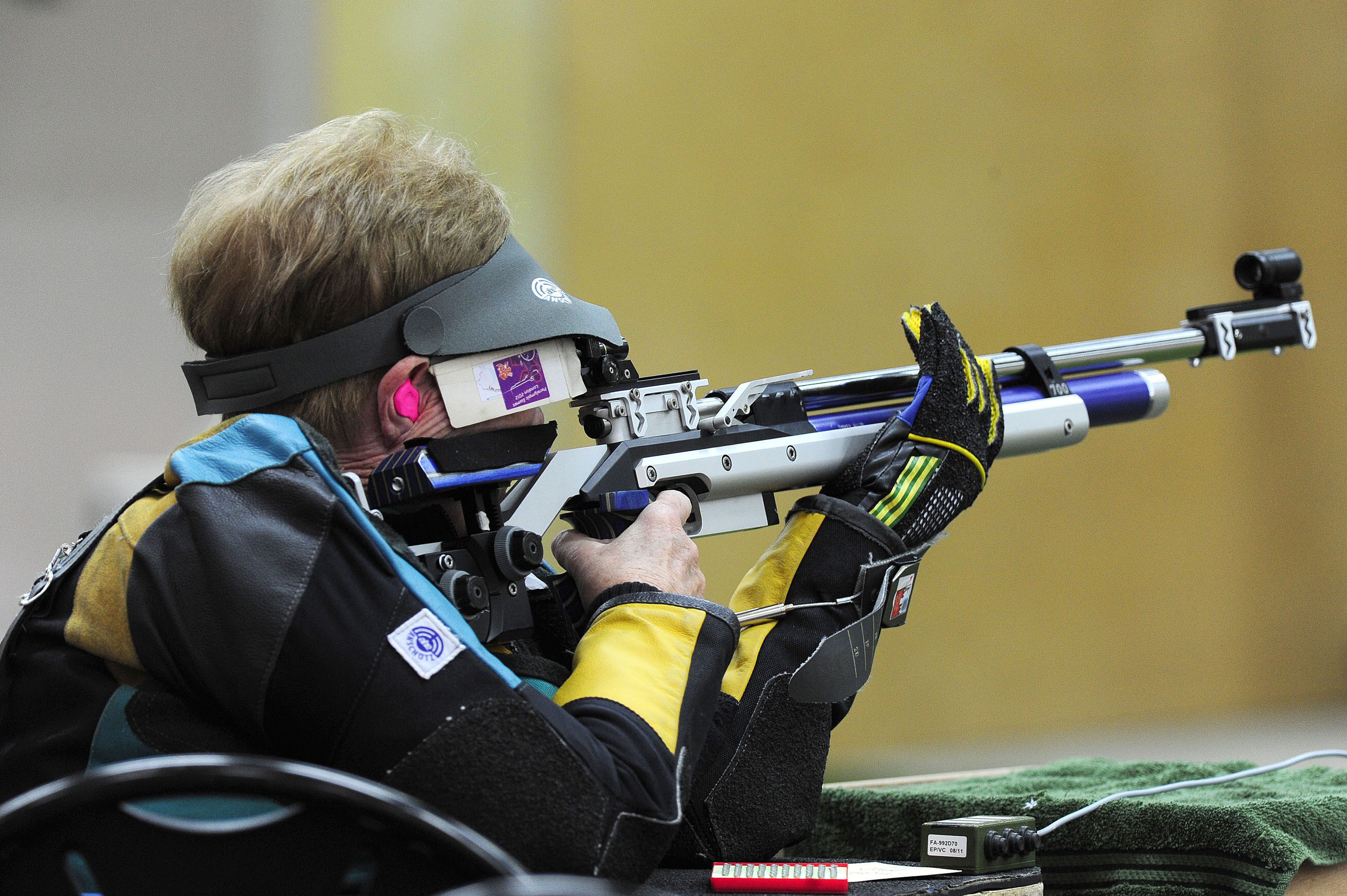
Kosmala compitiendo en tiro en los Juegos Paralímpicos de Londres 2012

Fue introducida al deporte en silla de ruedas por un paciente en el Royal Adelaide Hospital, unos meses antes de comenzar a trabajar en el Jardín Botánico de Adelaide. Inicialmente compitió a nivel nacional en los Juegos Nacionales de Sillas de Ruedas de 1966 en Brisbane. Participó en esgrima, natación, carreras de sillas de ruedas, eventos de campo y tiro con arco. En una entrevista de 2011, dijo que el organizador que eligió al equipo para los Juegos Paralímpicos de Tel Aviv de 1968 se olvidó de incluirla, por lo que trabajó como secretaria en los juegos. Ganó dos medallas de oro en tiro con arco y esgrima, una medalla de plata en el pentatlón y cuatro medallas de bronce en eventos de natación y carreras de sillas de ruedas en los Juegos Parapléjicos de la Commonwealth de 1970 en Edimburgo, en su primer evento internacional. En sus inicios tuvo que recaudar de su propio dinero para los juegos, pero después de una entrevista en la radio y un artículo periodístico sobre su difícil situación, John Eustice Motors le dio un cheque con todo el dinero requerido.  
En los Juegos Paralímpicos de Heidelberg de 1972, ganó una medalla de bronce en natación en el 3x50 femenino   m Medley Relay 2–4, y participó en otros eventos de natación y atletismo. Se introdujo al tiro con rifle a principios de la década de 1970, y constantemente dio en el blanco en su primer intento en el deporte. En los Juegos de 1976 en Toronto, ganó una medalla de oro en rifle de disparo mixto 2-5, y participó en eventos de tiro con arco y dartchery.  
En los Juegos Arnhem de 1980, ganó una medalla de oro en el evento rifle de aire comprimido 2-5 y dos medallas de plata en los eventos de rifle de aire mixto de 3 Posiciones 2–5 y rifle de aire mixto arrodillado 2-5. En los Juegos de Nueva York / Stoke Mandeville de 1984, ganó cuatro medallas de oro y rompió cuatro récords mundiales femeninoeventos.  En los Juegos de Seúl de 1988, ganó tres medallas de oro en los eventos de rifle de aire de 3 Posiciones 2–6, rifle de aire arrodillado 2-6, y rifle de aire 2–6 femeninos, y una medalla de plata en la competición de rifle de aire 2–6 femenino. Desde entonces ha participado en todos los Juegos Paralímpicos sin ganar medallas, aunque sus puntajes han mejorado gradualmente.  Fue la portadora de la bandera australiana en la ceremonia de apertura de los Juegos de Atlanta de 1996. En los Juegos Paralímpicos de Sídney 2000, compitió contra su esposo en la ronda preliminar del evento SH1 d fusil de aire mixto a propensión, y quedó octava justo frente a él. Logró su mejor resultado en el evento SH1 de pie con rifle de aire femenino en los Juegos de Pekín 2008, donde estuvo a punto de perder una medalla. Fue la representante más antigua de Australia en los Juegos de Pekín y la paralímpica más antigua en los Juegos de Londres 2012, donde anunció su retiro. Sin embargo, volvió a competir, después de ser seleccionada en los Juegos de Río de Janeiro. En los Juegos Paralímpicos de 2016, fue una vez más la competidora más antigua, terminando su carrera paralímpica quedando en el puesto 18 en el R2 femenino - 10   m rifle de aire - Calificación SH1 y 37.º en el R3 Mixto - 10   m rifle de aire propenso - Calificación SH1. Ha sido entrenada por Yvonne Hill desde que comenzó a disparar, y también trabaja con el entrenador nacional de tiro con fusil Miro Sepic. Recibió una beca del Instituto de Deportes del Sur de Australia  desde 1985.  
En 1994, inicialmente se le prohibió participar en un campeonato estatal de tiro con rifle de aire comprimido, a pesar de ser la campeona del club, porque estaba en una silla de ruedas. Finalmente ganó la competencia, pero el trofeo fue otorgado a la persona que quedó en segundo lugar en lugar de a ella. El caso finalmente se arregló en la corte. En 2003, le robaron su sillas de ruedas deportiva y cotidiana durante un vuelo de Emirates desde Dubái a Alemania para competir en los juegos nacionales. Utilizó sillas de ruedas prestadas mientras estaba en Alemania, y cuando llegó a casa, dijo que era la primera vez en su vida que realmente se sentía "discapacitada". La compañía aérea le dio 2.000 dólares para el costo de las sillas de ruedas de reemplazo, que valían 5.000 dólares cada una.

## Reconocimientos
En 1985, recibió una Medalla de la Orden de Australia "por su servicio en el deporte del tiro con rifle de aire". Recibió una Medalla Deportiva Australiana en 2000 y una Medalla del Centenario en 2001. En 2016, recibió el Premio Tanya Denver en los premios Advertiser / Channel 7 Sport Star of the Year. En 2019, fue incluida en el Salón de la Fama del Deporte del Sur de Australia.